# 桂阳郡
桂阳郡，西汉时设置的郡。在今湖南省、广东省、广西壮族自治区境内。

## 建置沿革

### 漢代
汉高祖二年（前205年），置桂阳郡，一说五年立长沙国后分南部地区置，治所在郴县（今湖南省郴州市）。辖境约当今湖南省桂东、郴州、嘉禾、宁远、道县以南，广东省连县、乐昌及广西壮族自治区兴安等县地。其后屡有变化。元鼎六年（前111年）分西部地区置零陵郡，宣帝以后相当今湖南省耒阳市以南的耒水流域、舂陵水流域和洣水下游及广东省连江口以北的连江、北江流域。
西漢後期，桂陽郡領十一縣：郴、臨武、便、南平、耒陽、桂陽、陽山（侯國）、曲江、含洭、湞陽、陰山（侯國）。王莽時，改桂阳郡為南平郡。東漢初，復為桂阳郡。後省陽山縣。漢順帝永和元年（136年），析置漢寧縣。
建安十三年（208年）荆州牧刘表死后，刘备奉刘表长子刘琦继任荆州刺史，桂阳太守赵范向其投降。刘琦死后，其势力推刘备继任。建安十九年（214年），孙权派吕蒙夺取桂阳，刘备亦承认桂阳为其所有。

### 六朝
三国初期，刘备发起夷陵之战讨伐孙吴，桂阳郡等地叛乱响应，但被步骘镇压。
孙吴改漢寧縣為陽安縣。孙皓于桂阳郡南部分置始兴郡，辖境缩小。晉武帝太康九年（589年），改陽安縣為晉寧縣。太康中，桂陽郡領六縣：郴、耒陽、便、臨武、晉寧、南平。東晉時，析置汝城縣。

### 隋唐
隋文帝开皇九年（589年）滅陳，廢桂陽郡，其地屬郴州。隋煬帝大業三年（607年），改郴州为桂陽郡。桂陽郡領三縣：郴、臨武、盧陽。梁蕭銑鳴鳳初，分郴縣置義章、平陽二縣。
唐高祖武德四年（621年），平蕭銑，改桂陽郡為郴州。唐玄宗天寶元年（742年），改郴州為桂陽郡。桂陽郡領八縣：郴（今湖南省郴州市）、資興（今湖南省资兴县旧市乡西）、義章（今湖南省宜章县太平里乡樟桥村）、義昌（今湖南省汝城县城头寨）、平陽（今湖南省桂阳县）、高亭（今湖南省永兴县高亭乡）、臨武（今湖南省临武县）、藍山（今湖南省蓝山县竹管寺镇）。唐肃宗乾元元年（758年），復改桂陽郡為郴州。

## 人口
- 漢平帝元始二年（2年），桂陽郡有28119戶，156488口。[1]
- 漢桓帝永壽二年（156年），桂陽郡有135029戶，501403口。[2]
- 晉武帝太康三年（282年），桂陽郡有11300戶。[3]
- 宋孝武帝大明八年（464年），桂陽郡有2219戶，22192口。[4]
- 隋煬帝大業五年（609年），桂陽郡有4666戶。[5]
- 唐玄宗天寶十三載（754年），桂陽郡有31303戶。[6]

## 行政長官

### 桂陽太守（前148年—9年）
- 銚猛，潁川郟人，西漢晚期在任。[7]

### 桂陽太守（25年—457年）
- 張隆，漢光武帝建武初在任。[8]
- 衛颯，字子產，河內脩武人，漢光武帝建武中在任。[9]
- 茨充，漢光武帝建武中在任。[9]
- 鄧彪，字智伯，南陽新野人，漢明帝永平十七年（74年）離任。[10]
- 許荊，字少張，會稽陽羨人，漢和帝永元中出任，在事十二年，卒於官，桂陽人為其立廟樹碑。[9]

- 第五頡
- 文礱，漢順帝永建四年（129年）在任。[11]
- 夏方，九江人，漢桓帝延熹三年（160年）離任。[12]
- 廖析，漢桓帝延熹中棄郡而逃。[12]
- 度尚，字博平，山陽湖陸人，漢桓帝延熹七年（164年）到八年（165年）在任。[13]
- 任胤，漢桓帝延熹八年（165年）因背敵畏儒而棄市。[14]
- 周憬，徐州下邳人，延熹九年（166年）任桂陽太守。因開水道之功，桂郡民吏深感周公功德，屬縣皆立祠紀之。漢靈帝熹平三年(174)，曲江長區祉立“神漢桂陽太守周符君功勳之紀銘，樹之瀧上”。
- 陸康，字季寧，吳郡吳人，漢靈帝光和中在任。[15]
- 張則，南鄭人，約光和中至中平年間任桂陽太守，任內平定盜賊。
- 張羨，歷零陵、桂陽太守，官至長沙太守，深得民心。
- 呂範，漢獻帝建安四年（199年）領。[16]
- 趙範，漢獻帝建安十四年（209年）降於劉備。[17]
- 趙雲，字子龍，常山真定人，漢獻帝建安十三年（208年）至十四年（209年)期間由劉備任命。[18]
- 全柔，吳郡錢唐人，漢獻帝建安十四年(209年）至十五年（210年）期間由孫權任命。[19]
- 李肅，字偉恭，南陽人，吳大帝時在任。[20]
- 羊茞，南陽人，吳大帝時在任。[21]
- 華包，晉明帝太寧元年（323年）在任。[22]
- 虞胤，济阳外黄人，晉成帝咸和二年（327年）出任。[23]
- 張沈，清河東武城人，東晉時在任。[24]
- 羊不疑，泰山南城人，東晉時在任。[25]
- 司馬秀，章武王，河內溫人，晉安帝義熙元年（405年）出任，同年伏誅。[26]
- 何亮，廬江灊人，宋孝武帝孝建元年（454年）出任。[27]
- 武念，新野人，宋孝武帝孝建中出任，大明元年（457年）改為內史。[28]

### 桂陽內史（457年—474年）
- 武念，新野人，宋孝武帝大明元年（457年）由太守改稱，三年（459年）離任。[28]
- 劉卷，劉子勛義嘉元年（466年）離任。[29]
- 張瑰，字祖逸，吳郡吳人，南朝宋後期除，自免不拜。[30]
- 檀超，字悅祖，高平金鄉人，南朝宋後期在任。[31]

### 桂陽太守（474年—479年）
- 許珪，高陽新城人，南朝宋時在任。[32]

### 桂陽內史（479年—494年）
- 王珍國，字德重，沛國相人，齊武帝永明初在任，討捕盜賊，境內肅清。[33]

### 桂陽內史（495年—549年）
- 王峻，字茂遠，琅邪臨沂人，梁武帝天監初離任。[34]
- 臧長博，字孟弘，東莞莒人，梁武帝後期在任。[35]

### 桂陽內史（550年—557年）
- 蕭泰，字世怡，蘭陵人，梁元帝承聖二年（553年）除，未之郡。[36]

### 桂陽太守（557年—560年）
- 魯廣達，字遍覽，扶风郿人，陳武帝永定中除，固辭不拜。[37]

### 桂陽內史（568年—589年）
- 曹宣，陳廢帝光大元年（559年）在任。[38]
- 駱牙，一名文牙，字旗門，吳興臨安人，陳宣帝太建三年（571年）到八年（576年）在任。[39]

### 桂陽郡太守（742年—758年）
- 孙会

## 國主

### 南朝宋桂陽國（457年—474年）
| 順陽國（456年—457年）/桂陽國（457年—474年）丨食邑2000戶→3000戶→5000戶 |                   |    |        |             |                |
| 代數                                                                  | 封爵              | 謚 | 姓名   | 在位時間    | 備註           |
| 1                                                                     | 順陽郡王→桂陽郡王 |    | 劉休範 | 456年—474年 | 宋文帝第十八子 |
| 伏誅，國除                                                            |                   |    |        |             |                |

### 南朝齊桂陽國（479年—494年）
| 桂陽國（479年—494年）丨食邑2000戶 |          |    |      |             |              |
| 代數                              | 封爵     | 謚 | 姓名 | 在位時間    | 備註         |
| 1                                 | 桂陽郡王 |    | 蕭鑠 | 479年—494年 | 齊高帝第八子 |
| 伏誅，國除                        |          |    |      |             |              |

### 南朝齊桂陽國（495年—498年）
| 永嘉國（493年—495年）/桂陽國（495年—498年）丨食邑2000戶 |                   |    |        |             |              |
| 代數                                                    | 封爵              | 謚 | 姓名   | 在位時間    | 備註         |
| 1                                                       | 永嘉郡王→桂陽郡王 |    | 蕭昭粲 | 493年—498年 | 齊文帝第四子 |
| 伏誅，國除                                              |                   |    |        |             |              |

### 南朝齊桂陽國（498年—502年）
| 桂陽國（498年—502年） |          |    |        |             |                |
| 代數                  | 封爵     | 謚 | 姓名   | 在位時間    | 備註           |
| 1                     | 桂陽郡王 |    | 蕭寶貞 | 498年—502年 | 齊明帝第十一子 |
| 伏誅，國除            |          |    |        |             |                |

### 南朝梁桂陽國（502年—549年）
| 桂陽國（502年—549年）\|食邑2000戶 |          |      |      |             |              |
| 代數                              | 封爵     | 謚   | 姓名 | 在位時間    | 備註         |
| 1                                 | 桂陽郡王 | 簡王 | 蕭融 | 502年追封   | 梁文帝第五子 |
| 2                                 | 桂陽嗣王 | 敦王 | 蕭象 | 504年—536年 | 蕭融兄子     |
| 3                                 | 桂陽蕃王 |      | 蕭悎 | ？—549年    | 蕭象子       |
| 伏誅，國除                        |          |      |      |             |              |

### 南朝梁桂陽國（550年—557年）
| 山陽國（549年—550年）/桂陽國（550年—557年）\|食邑2000戶 |                   |    |        |             |                |
| 代數                                                    | 封爵              | 謚 | 姓名   | 在位時間    | 備註           |
| 1                                                       | 山陽郡王→桂陽郡王 |    | 蕭大成 | 549年—557年 | 梁簡文帝第八子 |
| 陳受禪，國除                                            |                   |    |        |             |                |

### 南朝陳桂陽國（560年—563年）
| 清遠國（560年）/桂陽國（560年—563年） |                           |        |        |             |            |
| 以迎衡陽獻王之功封，食邑4000戶        |                           |        |        |             |            |
| 代數                                  | 封爵                      | 謚     | 姓名   | 在位時間    | 備註       |
| 1                                     | 清遠郡開國公→桂陽郡開國公 |        | 侯安都 | 560年—563年 |            |
|                                       | 桂陽國世子                | 愍世子 | 侯敦   |             | 侯安都長子 |
| 伏誅，國除                            |                           |        |        |             |            |

### 南朝陳桂陽國（568年—589年）
| 桂陽國（568年—589年） |          |    |        |             |                |
| 代數                  | 封爵     | 謚 | 姓名   | 在位時間    | 備註           |
| 1                     | 桂陽郡王 |    | 陳伯謀 | 568年—589年 | 陳文帝第十三子 |
| 陳亡，國除            |          |    |        |             |                |